# マハムード・エル＝ゴハリ
マハムード・エル＝ゴハリ（Mahmoud El-Gohary, 1938年2月20日 - 2012年9月3日）は、エジプト出身の元サッカー選手、サッカー指導者。エジプト及びアフリカのサッカー史において最も重要な人物の1人と評されている。

## 来歴

### 現役時代
アフリカネイションズカップ1959で得点王に輝き、母国の2度目の優勝に貢献した。

### 指導者時代
エジプト代表の監督を2度務めた。第一次政権では、国内2大クラブのアル・アハリとアル・ザマレク及び両クラブの代表選手が反目し合っていたが、これをまとめることに成功。1990 FIFAワールドカップのアフリカ予選を突破しチームを56年振りの本大会に導いた。本大会でも2分1敗の善戦でエジプト史上最高の監督と賛辞されたのも束の間、大会後の親善試合ギリシャ代表戦で大敗し解任された。第二次政権ではアフリカネイションズカップ1998で優勝し、12年振りにタイトルを母国に持ち帰った。翌1999年のコンフェデレーションズカップでサウジアラビア代表に1-5で敗れた失態により再解任された。
2002年にヨルダン代表の監督に就任するとAFCアジアカップ2004の予選を勝ち抜き、本大会に初めて進出させる。中国で行われた本大会では無敗でグループステージを突破し、準々決勝では最終的に優勝する日本代表を相手にPK戦まで持ち込み、あと一歩まで追い詰めた。2004年8月、エル＝ゴハリ体制下のヨルダンはFIFAランキングで同国史上最上位となる37位を記録した。
2012年9月3日、脳卒中のためにヨルダンのアンマンで死去。74歳没。